# Hostomel
Hostomel (ukr. Гостомель) – osiedle typu miejskiego na Ukrainie, w obwodzie kijowskim, w rejonie buczańskim, nad Irpieniem, siedziba administracyjna hromady. W 2020 roku liczyło ok. 16,9 tys. mieszkańców.
Na północny zachód od miasta znajduje się lotnisko Hostomel, będące lotniskiem cargo linii Antonov Airlines. Od marca 2022 Miasto-bohater Ukrainy.

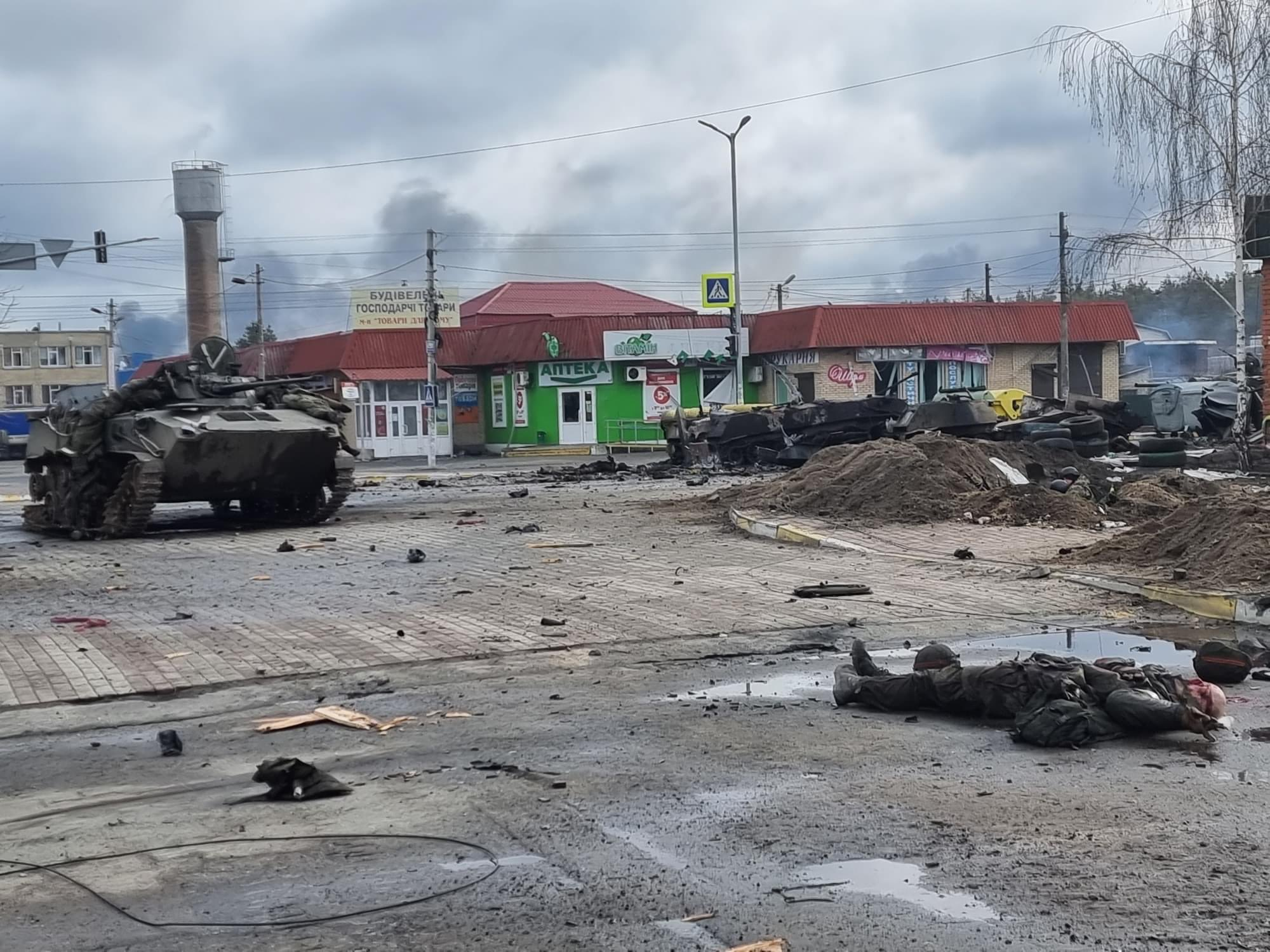
Centrum Hostomla po bitwie (na zdjęciu zabity rosyjski żołnierz)